# Citron de Syracuse
Le Citron de Syracuse (en italien : Limone di Siracusa) est une indication géographique protégée de citrons siciliens cultivés dans les communes d'Augusta, Melilli, Syracuse, Avola, Noto, Rosolini, Floridia, Solarino, Sortino et Priolo Gargallo au moins à 10 km du littoral ionien et à moins de 210 m d'altitude.
Outre le climat littoral, la spécificité de la localisation est la ressource en eau (indispensable au citronnier) qui provient du grand bassin versant souterrain du plateau hybléen, ce réservoir naturel d'eau est le plus important de Sicile et la zone de production la plus importante en Italie.

## Histoire
L'introduction de la culture du citron en Sicile est l'œuvre des Arabes. Giorgio Gallesio y consacre un long développement, elle se serait faite au IXe siècle. Il est attesté à Syracuse au XIe siècle. La culture intensive dans le territoire syracusain commencerait au XVIIe siècle, grâce aux Jésuites. Alors, le citron devint une des principales sources de revenu en atteignant en 1891 une production de 11 600 t. En 1840 Messine et Syracuse exportent 12 000 barils de jus de citron principalement à destination de Trieste.
Concetta Sirena (2011) note l'importance de l'eau et de l'investissement dans la logistique d'irrigation qui au XIXe siècle fait de la culture des agrumes celle qui est la plus tournée vers l'exportation, après l'unification italienne, elle acquerra de plus en plus de pertinence. La province de Syracuse compte 424 ha d'agrumiculture en 1853 (Melilli et Villasmundo dominent avec 87 ha), les agrumes sont vendus dans le port de Catane et sont acheminés vers les pays froids d'Europe du Nord. Dans les années 1880, la superficie plantée d'agrumes atteint 2 609 ha. Le succès de la culture provoque la naissance, en Sicile, de plusieurs exploitations agricoles d'agrumes, qui extrayaient du jus l'aigre-cuit, le citrate de calcium et l'acide citrique. Le citron de Syracuse connut un considérable succès sur les marchés étrangers jusqu'au début de la Première Guerre mondiale où la concurrence devint dure. En 1923 L'Italia agricola écrit «La crise de la production de citron est bien plus grave que celle des oranges. L'Italie produit près de 5 millions de quintaux de citron [ ] et exporte de 2.5 à 3 millions avant la guerre. Même l'exportation des citrons ne s'est pas redressée après la guerre dans les proportions indiquées, tout porte à croire que bientôt nous perdrons presque totalement le plus gros marché de consommation qui a toujours été celui des États-Unis d'Amérique».
En 1961 la marque Verdelli di Sicilia limoni est protégée en France. En 2005, la stratégie de qualité voit un renouveau de la production d'agrumes dans la province de Syracuse. En 2017 le citron de Syracuse IGP représente environ un quart de la production italienne, (5 200 ha et 150 000 t de fruit, en 2013 l'Italie produisait 18,2 % de la production mondiale et la Sicile 92 % de la production italienne). La pétrochimie limite l'expansion de la culture du citron.

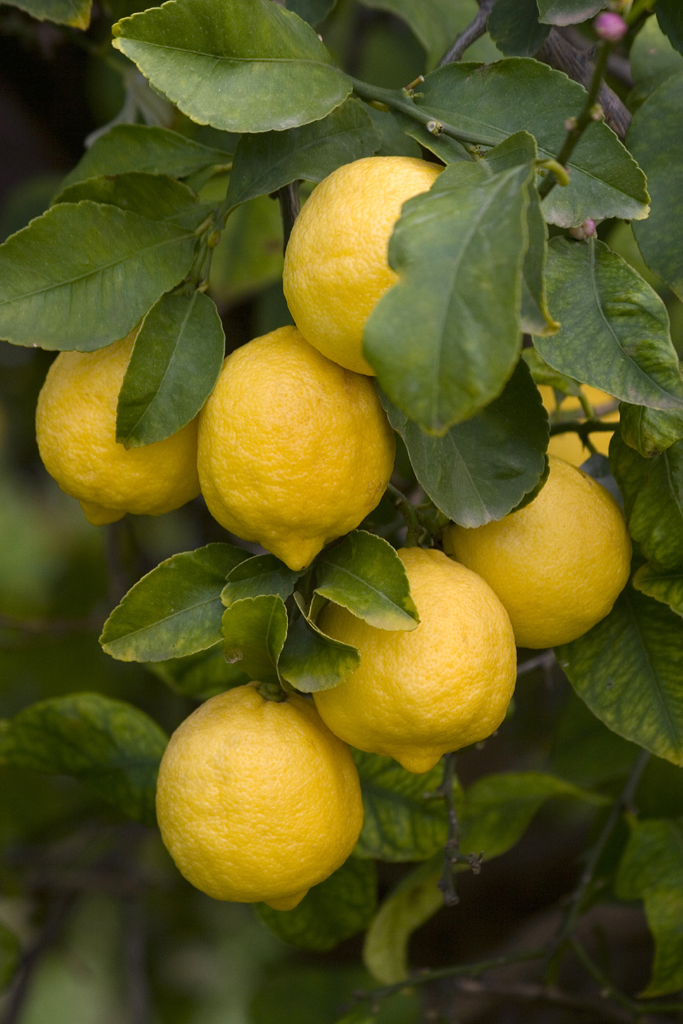
Limone di Siracusa IGP

## IGP
Un premier cahier des charges parait dans la Gazzetta Ufficiale della Repibblica Italiana du 18 mars 2005. La demande d'enregistrement de l'IGP est publiée au JOUE du 26 mai 2010. Le règlement N° 96/2011 de la Commission enregistrant la dénomination est publié le 3 février 2011.
Une modification (demande du 21 mai 2015) supprime les dates limites de récoltes des fruits Primofiore, Bianchetto ou Maiolino et Verdello.
Le Consorzio di Tutela del Limone di Siracusa IGP a été fondé le 13 juillet 2000, il regroupe (2023) 130 producteurs. L'IGP couvre 1 451 ha de culture son but est pour promouvoir et protéger l'IGP, il fonctionne selon la norme UNI 22005:2008.

### Caractéristiques de l'IGP
La disponibilité de l'eau est mise en avant dans la demande d'enregistrement, le littoral est exposé à l'est, et protégé des vents par le relief, comme celui du Limone dell'Etna ou celui de Gargano. La zone de culture est proche de la mer avec un climat doux tempéré favorable au citronnier.

#### Le cultivar
Le femminello (et ses clones ovales ou fusiforme) est un citron (Citrus x limon L. Burm) productif, vigoureux, peu épineux et à floraison remontante qui est commun des cultures littorales italiennes. La densité de culture peut être élevée (densité maximale de 400-500 plantes par ha ou de 850 plantes pour la haute densité).

#### Spécificités horticoles

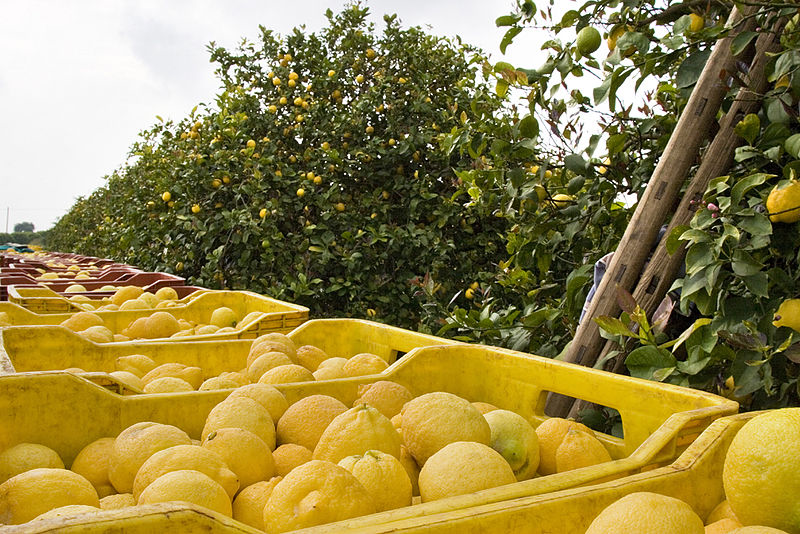
Récolte de novembre

La technique horticole usuelle dans l'Italie méridionale consiste à obtenir 3 floraisons et 3 récoltes de fruits: 
- Le primofiore (première fleur, floraison de printemps) fin septembre-novembre, longue durée de récolte
- Le maiolino ou biancuzzo (fleur remontante d'automne) mûrit en hiver de décembre à avril. jaune clair

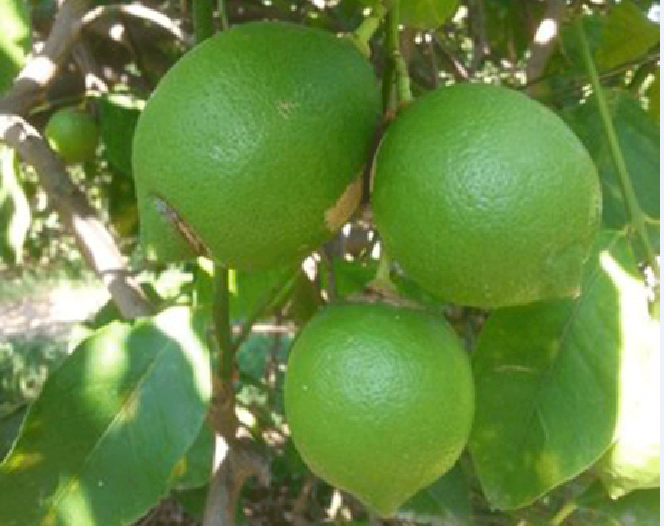
Verdello

- VerdelloLe verdello ou bastudi, bianchetti, résulte d'un forçage par stress hydrique qui consiste à suspendre complètement l'irrigation pendant les mois d'été et pendant une période minimale de 20 à 25 jours puis dans la première quinzaine d'août, une reprise de 2 ou 3 irrigations fortement fertilisées qui provoque une abondante floraison tardive qui donnera des fruits l'été suivant[17]. Le citron d'été qui se récolte vert de juin à septembre, fruit moins juteux que les précédant[18] mais beaucoup plus riche en anti-oxydants[19]. Ce fruit est totalement à contre-saison dans l'hémisphère nord; il est singulier, le jus du Verdello Siracusano contient 50,3 mg/l de composés volatils à comparer avec les 2,6 mg/l des Femminello Siracusano de saison[20].

#### Les débouchés
Le Citron de Syracuse IGP est vendu en frais dans un marché fortement concurrentiel (citrons grecs, espagnols turcs et italiens). Il est réputé pour sa vivacité, et son zeste aromatique. Il est également transformé (jus, huile essentielle extraite des déchets de pressage, confiserie, marmelade, etc.). Le site institutionnel de l'IGP donne 20 recettes régionales avec le citron, la torta de limone (tarte au citron) est le classique incontournable de Syracuse.

#### Folklore
Le 20 décembre, la ville de Syracuse célèbre la fête patronale de sainte Lucie, une procession de la statue entourée de cierges ornés de citrons et oranges parcourt la ville.